# Magnus Ranstorp

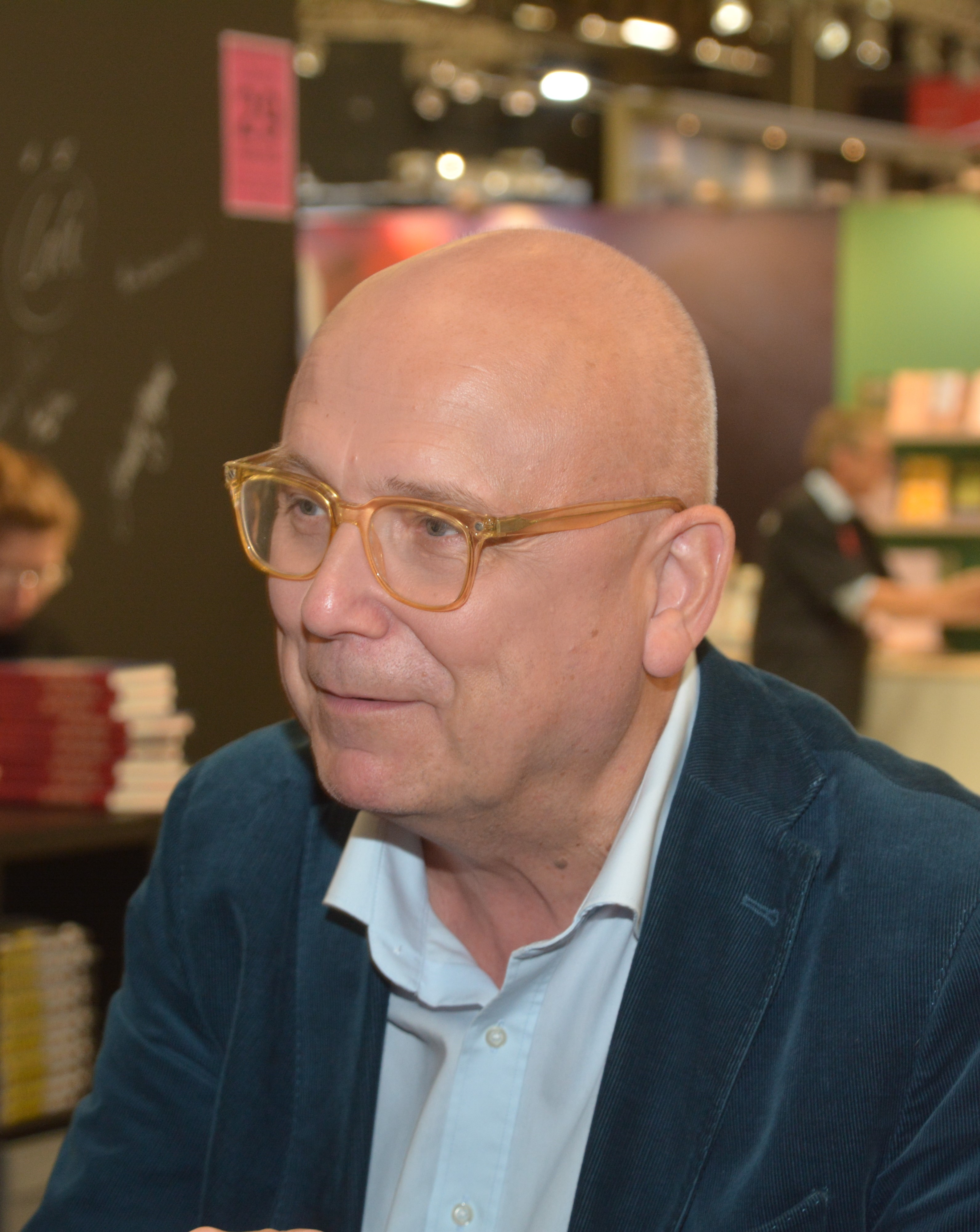
Magnus Ranstorp på Bokmässan i Göteborg 2023.

Per Magnus Ranstorp, född 13 mars 1965 i Hästveda församling i Kristianstads län, är en svensk statsvetare, debattör och opinionsbildare verksam vid Försvarshögskolan. Hans texter har väckt debatt inom områden som islam, extremism och terrorhot. 

## Biografi
Ranstorp studerade vid Gustavus Adolphus College i Minnesota och var 1990-2005 verksam vid St Andrews universitet i Skottland, där han 1995 blev  Ph.D. inom internationella relationer och därefter var lecturer (ungefär universitetslektor) och undervisade inom samma ämnesområde. Vid St Andrews var Ranstorp verksam vid Centre for the Study of Terrorism and Political Violence (sv. Centrum för studier av terrorism och politiskt våld).
Han är sedan 2005 docent vid Centrum för asymmetriska hot- och terrorismstudier (CATS) vid Försvarshögskolan i Stockholm. Han invaldes 2006 som ledamot av Krigsvetenskapsakademien, under avdelning 5, Annan vetenskap av betydelse för rikets säkerhet och försvar.
År 2009 lade han fram en rapport benämnd Hot mot demokrati och värdegrund - en lägesbild från Malmö. Vid publiceringen mötte han stark kritik för slutsatsen att radikalisering inom muslimska grupper var ett hot mot demokratin, en kritik som uteblivit när han senare gjort studier på andra håll. Tre år senare besökte han Tyskland, Holland, Storbritannien och Danmark för att kunna ge råd till svenska kommuner om hur de ska förebygga islamistisk extremism. Han publicerade 2013 en rapport Förebyggande av våldsbejakande extremism i tredjeland om våldsbejakande extremism i Stockholm, Göteborg och Malmö. I rapporten ges 19 rekommendationer på åtgärder inom och utanför Sverige som "förslag på lämpliga åtgärder för att stärka det förebyggande arbetet mot våldsbejakande extremism i tredje land". Bland dessa fanns förslaget att utse en nationell samordnare mot våldsbejakande extremism, något som senare tillsattes av regeringen i juni 2014, där förste person att inneha posten var Mona Sahlin.
Ranstorp hävdade 2015 att Sverige är illa förberett för det ökade stödet för den Islamiska staten och att politiker är okunniga om den samtida utvecklingen. Han ansåg vidare att det fanns en agenda i Sverige som gick ut på att tona ner extremism och relativisera islamistiskt våld.
I mars 2017 kritiserade Ranstorp demokratiminister Alice Bah Kuhnke i en intervju i SVT Agenda angående hanteringen av återvändare som stridit för Islamiska Staten. Ranstorp menade att demokratiministerns planer reellt sett inte hade genomförts och att återvändare inte följs upp av svenska myndigheter. Ranstorp menade också att frågor kring att hantera återvändare från IS och tillhörande brott mot mänskliga rättigheter inte borde administreras av Kulturdepartementet utan föreslog Justitiedepartementet som sitt alternativ. I juni 2017 fick Ranstorp i uppdrag av Myndigheten för samhällsskydd och beredskap (MSB) att granska salafistiska jihadister i Sverige inom ramen för sitt arbete vid Försvarshögskolan. Uppdraget har bland annat resulterat i rapporterna Mellan salafism och salafistisk jihadism: Påverkan mot och utmaningar för det svenska samhället (2018) och Salafism och salafistisk jihadism 2.0: Påverkan mot och utmaningar för det svenska demokratiska samhället (2022).
År 2017 mottog Ranstorp utmärkelsen Årets Trygghetsambassadör från tidningen SecurityUser.com och tankesmedjan Säkerhet för Näringsliv och Samhälle (SNOS) för att hans "närvaro i det offentliga rummet bidrar till skärpa i en debatt som annars riskerar att bli onyanserad”.
År 2019 var Ranstorp Sommarvärd i P1.
I februari 2024 utsågs Ranstorp av regeringen till ny styrelseledamot i Sida.
Ranstorps vetenskapliga publicering har (2024) enligt Scopus drygt 500 citeringar och ett h-index på 13.
Ranstorp har skrivit flera böcker. Hans bok Hamas. Terror inifrån nominerades till Stora fackbokspriset.

### Kritik
Ranstorp deltar ofta i debatten om islam, terrorhot och situationen i Mellanöstern. Han har upprepade gånger kritiserats för att sprida konspirationer, för att sprida extremistpropaganda och för att undertrycka fri debatt. Hans dubbla roller som både opinionsbildare och expert i statliga myndigheter har också ifrågasatts.
Magnus Ranstorp har kritiserats för att tona ned allvaret i högerextrem radikalisering. Bland annat genom att beskriva nazistiska organisationer som Aktivklubb som ”inkörsport” snarare än ideologiskt drivna våldsbejakande grupper med explicita antidemokratiska syften.
Socialdemokraten Mattias Irving menar att Ranstorp ägnar sig åt skrämselretorik och att han är en fara för demokratin. Han har försvarat mot Irvings kritik av Timbros Malin Lernfelt som menar att kritiken beror på att Ranstorp gjort obekväma granskningar av studieförbund.

### Terrordådet på Utöya
Då rapporterna om terrordådet på Utöya i Norge började komma in 22 juli 2011 uttalade sig Ranstorp i norsk press. Han menade att det "sannolikt var Al-Qaida" som låg bakom. I den norska kanalen NRK uttalade han sig om att Norges NATO-medlemskap samt att Muhammedkarikatyrer publicerats i norsk press, förmodligen var motiven. Då det blev känt att gärningsmannen var norsk, sade Ranstorp att det hela var ”extremt mystiskt”.

### Podd
- Aning, avsnitt nr 35 Terrorism med Magnus Ranstorp[31][32]
- God Ton™, avsnitt 36 Ranstorp, Magnus Ranstorp. Terrorexpert med rätt forska[33]